# الحبش
قرية الحبش هي إحدى القرى التابعة لمركز الإبراهيمية في محافظة الشرقية في جمهورية مصر العربية. حسب إحصاءات سنة 2006، بلغ إجمالي السكان في الحبش 9918 نسمة، منهم 5206 رجل و4712 امرأة.